# Helmut Koch
Helmut V. Koch (Potsdam, 5 de outubro de 1932 – Dresden, 12 de novembro de 2024) foi um matemático alemão, especialista em teoria dos números.

## Educação e carreira
Koch estudou de 1952 a 1957 na Universidade Humboldt de Berlim. De 1957 a 1959 trabalhou na fábrica de semicondutores em Teltow. A partir de 1959 foi membro do Instituto de Matemática da Academia de Ciências da Alemanha Oriental, onde obteve em 1964 um doutorado e em 1965 a habilitação. Foi aluno de Hans Reichardt e Igor Shafarevich (1960/1961 em Moscou). O conhecido livro-texto "Number Theory" textbook de e Zenon Ivanovich Borevich foi traduzido por Koch para o russo e o alemão. Foi professor pleno da Universidade Humboldt de Berlim em 1992.
Foi palestrante convidado do Congresso Internacional de Matemáticos em Berkeley, Califórnia (1986).

## Publicações selecionadas
- com Herbert Pieper: Zahlentheorie – ausgewählte Methoden und Ergebnisse. Deutscher Verlag der Wissenschaften, Berlim 1976
- Zahlentheorie – algebraische Zahlen und Funktionen. Vieweg 1997
- Algebraic Number Theory. 2nd edition, Springer 1997 (in Encyclopedia of mathematical sciences, eds. Parshin, Shafarevich)
- Einführung in die Mathematik – Hintergründe der Schulmathematik. Springer, 2nd edition 2004, ISBN 3540203915
- Einführung in die klassische Mathematik, vol. 1 Vom quadratischen Reziprozitätsgesetz zum Uniformisierungssatz. Springer 1986, em inglês: Introduction to classical mathematics – from the quadratic reciprocity law to the uniformization theorem, Kluwer 1991
- Galois theory of p-extensions. Springer 2002 (edição antiga: Die Galoissche Theorie der p-Erweiterungen, Deutscher Verlag der Wissenschaften 1970)
- Über Galoissche Gruppen von p-adischen Zahlkörpern, Akademie Verlag 1964